# Greatest Hits Vol. 1 (Korn-Album)
Greatest Hits Vol. 1 ist ein Best-of-Album der US-amerikanischen Nu-Metal-Band KoЯn. Es wurde am 4. Oktober 2004 über die Labels Epic Records und Immortal Records als Standard- und Limited-Edition, inklusive DVD, veröffentlicht.

## Inhalt
Die auf dem Album enthaltenen Lieder sind zum Großteil zuvor erschienene Singles aus den sechs bis zu diesem Zeitpunkt veröffentlichten Studioalben der Band KoЯn (drei Songs), Life Is Peachy (zwei Tracks), Follow the Leader (zwei Stücke), Issues (vier Titel), Untouchables (zwei Lieder) und Take a Look in the Mirror (drei Songs). Außerdem ist ein Remix des Tracks Freak on a Leash auf der Kompilation enthalten. Lediglich die Coverversionen Word Up! (im Original von Cameo) und Another Brick in the Wall (Parts 1, 2, 3) (Pink Floyd) waren zuvor unveröffentlicht.
Die DVD der Limited-Edition enthält zudem sieben Live-Aufnahmen von einem Auftritt der Band im CBGB’s in New York City am 24. November 2003.

## Produktion
Bei dem Album fungierten Jeff Kwatinetz und Peter Katsis als Executive Producers.

## Covergestaltung
Das Albumcover ist in Grautönen gehalten. Es zeigt das vergitterte Sichtfenster einer Metalltür, hinter dem der Schriftzug KoЯn an einer Wand zu sehen ist. Im unteren Bereich der Metalltür befindet sich der Titel Greatest Hits Vol. 1 in Hellgrau.

## Titelliste
| #  | Titel                                     | Länge | Album                     |
| -- | ----------------------------------------- | ----- | ------------------------- |
| 1  | Word Up!                                  | 2:53  | zuvor unveröffentlicht    |
| 2  | Another Brick in the Wall (Parts 1, 2, 3) | 7:08  | zuvor unveröffentlicht    |
| 3  | Y’all Want a Single                       | 3:18  | Take a Look in the Mirror |
| 4  | Right Now                                 | 3:15  | Take a Look in the Mirror |
| 5  | Did My Time                               | 4:07  | Take a Look in the Mirror |
| 6  | Alone I Break                             | 4:16  | Untouchables              |
| 7  | Here to Stay                              | 4:32  | Untouchables              |
| 8  | Trash                                     | 3:27  | Issues                    |
| 9  | Somebody Someone                          | 3:47  | Issues                    |
| 10 | Make Me Bad                               | 3:55  | Issues                    |
| 11 | Falling Away from Me                      | 4:31  | Issues                    |
| 12 | Got the Life                              | 3:48  | Follow the Leader         |
| 13 | Freak on a Leash                          | 4:15  | Follow the Leader         |
| 14 | Twist                                     | 0:49  | Life Is Peachy            |
| 15 | A.D.I.D.A.S.                              | 2:32  | Life Is Peachy            |
| 16 | Clown                                     | 4:36  | KoЯn                      |
| 17 | Shoots and Ladders                        | 5:23  | KoЯn                      |
| 18 | Blind                                     | 4:18  | KoЯn                      |
| 19 | Freak on a Leash (Dante Ross Mix)         | 4:45  | Freak on a Leash (Single) |

Bonus-DVD der Limited-Edition:
| # | Titel                |
| - | -------------------- |
| 1 | Right Now            |
| 2 | Here to Stay         |
| 3 | Did My Time          |
| 4 | Got the Life         |
| 5 | Freak on a Leash     |
| 6 | Falling Away from Me |
| 7 | Blind                |

## Rezeption
| Professionelle Bewertungen | Professionelle Bewertungen |
| -------------------------- | -------------------------- |
| Kritiken                   |                            |
| Quelle                     | Bewertung                  |
| laut.de                    | [ 2 ]                      |
| allmusic                   | [ 3 ]                      |

Alexander Cordas von laut.de bewertete das Album mit vier von möglichen fünf Punkten. Es sei „nach sechs Alben“ Zeit für ein Best Of geworden, das „für Einsteiger allemal empfehlenswert“ sei. Die Kompilation bilde das „Repertoire der Körner aufs Vortrefflichste“ ab, lediglich die beiden Coverversionen Word Up! und Another Brick in the Wall (Parts 1, 2, 3) seien „ziemlich furchtbar geraten.“

## Kommerzieller Erfolg

### Chartplatzierungen und Singles
Das Best-of-Album erreichte in den deutschen Charts Platz 17 und hielt sich elf Wochen in den Top 100. In den Vereinigten Staaten belegte das Album Rang 4 und war 60 Wochen in den Charts vertreten.
Als Singles wurden die Lieder Word Up! und Another Brick in the Wall (Parts 1, 2, 3) ausgekoppelt. Ersteres erreichte in Deutschland Position 46 und hielt sich neun Wochen in den Top 100.
| ChartsChartplatzierungen       | Höchstplatzierung | Wochen |
| ------------------------------ | ----------------- | ------ |
| Deutschland (GfK)              | 17 (11 Wo.)       | 11     |
| Österreich (Ö3)                | 10 (8 Wo.)        | 8      |
| Schweiz (IFPI)                 | 22 (5 Wo.)        | 5      |
| Vereinigte Staaten (Billboard) | 4 (61 Wo.)        | 61     |
| Vereinigtes Königreich (OCC)   | 22 (4 Wo.)        | 4      |

| ChartsJahrescharts (2005)      | Platzierung |
| ------------------------------ | ----------- |
| Vereinigte Staaten (Billboard) | 121         |

### Auszeichnungen für Musikverkäufe
Für mehr als eine Million verkaufte Exemplare wurde Greatest Hits Vol. 1 in den USA 2005 mit einer Platin-Schallplatte ausgezeichnet. 2013 erhielt das Album im Vereinigten Königreich für über 100.000 verkaufte Einheiten eine Goldene Schallplatte. Zudem wurde es 2023 in Deutschland für mehr als 200.000 Verkäufe mit einer Platin-Schallplatte ausgezeichnet.
| Land/Region                  | Auszeichnungen für Musikverkäufe (Land/Region, Auszeichnung, Verkäufe) | Verkäufe  |
| ---------------------------- | ---------------------------------------------------------------------- | --------- |
| Australien (ARIA)            | Gold                                                                   | 35.000    |
| Deutschland (BVMI)           | Platin                                                                 | 200.000   |
| Neuseeland (RMNZ)            | 2× Platin                                                              | 30.000    |
| Vereinigte Staaten (RIAA)    | Platin                                                                 | 1.000.000 |
| Vereinigtes Königreich (BPI) | Gold                                                                   | 100.000   |
| Insgesamt                    | 2× Gold · 4× Platin ·                                                  | 1.365.000 |